# Corte de manga

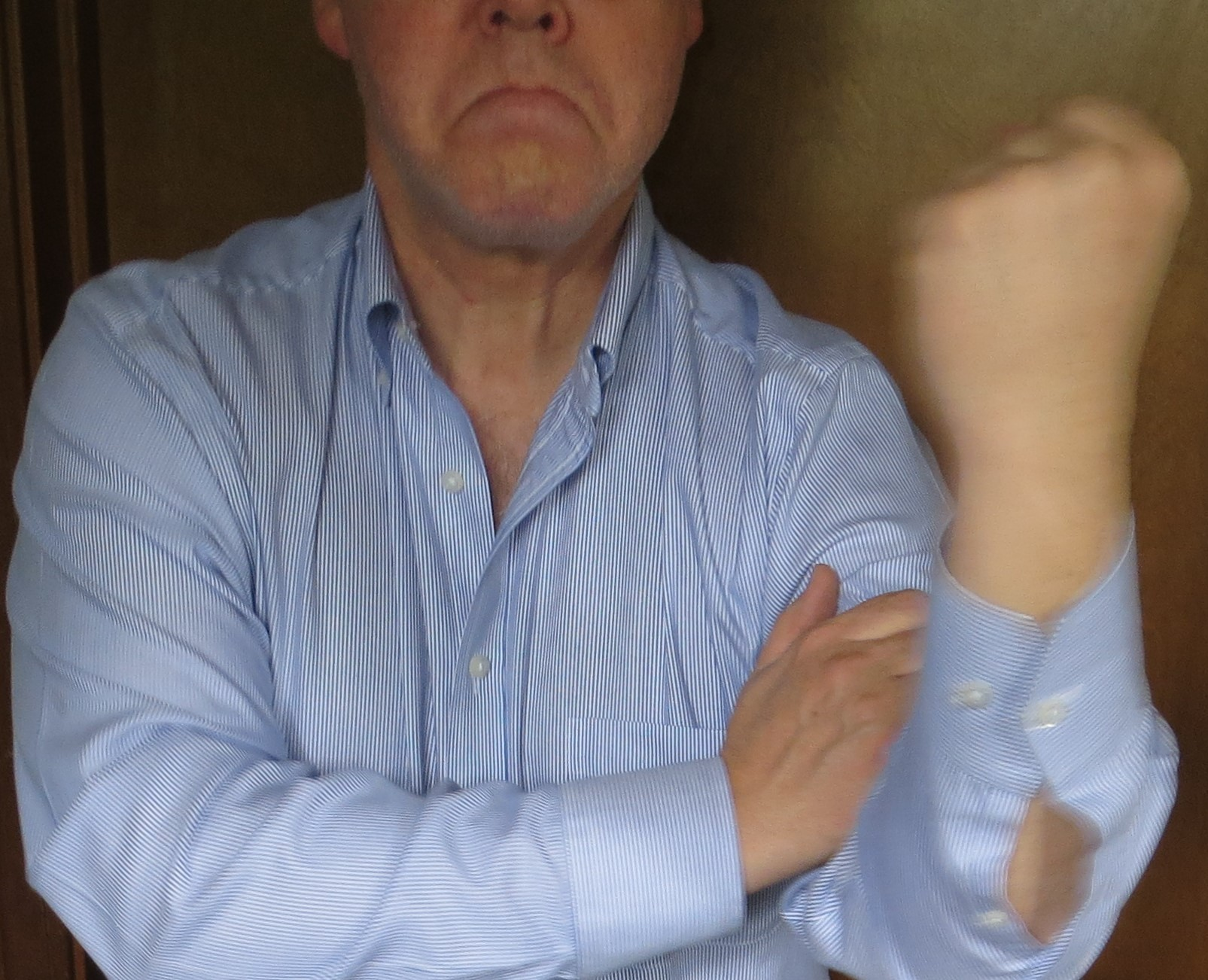
Gesto del corte de manga

Hacer un corte de manga o corte de mangas es un gesto procaz y soez que se hace con ambos brazos. Un brazo se alza perpendicular al pecho, desplazando el antebrazo hasta que este forma un ángulo de unos 30 grados con respecto a la horizontal y el codo un ángulo de unos 90 grados. El gesto concluye con un movimiento balístico del brazo opuesto propiciando el impacto de la muñeca con el codo interior del brazo contralateral. Parece que es este último movimiento el que describe la expresión, pues la manga del vestido es cortada metafóricamente por el codo. A veces se acompaña con la extensión del dedo corazón del brazo levantado, manteniéndose el resto de los dedos plegados (véase higa).

## Significado
El corte de manga es un movimiento generalmente de carácter reactivo y no tanto espontáneo. Puede ser una respuesta a una ofensa verbal o un modo de expresar extrema disconformidad en ocasiones en que, bien por la distancia del comunicante, bien por la concurrencia de ruido de fondo, puede ser expresión más notoria que interjecciones de idéntico significado.

## Historia
Hay quien afirma que el corte de mangas fue una expresión propia del Imperio romano usada por los prostitutos a fin de denotar la disponibilidad de sus servicios. Por extensión se generalizó su uso para significar con intención denigrante que el receptor hacía uso de tales servicios. Es un gesto muy común en Italia, en España y, debido a la millonaria inmigración de entre 1860 a 1960 a Argentina, también en este país y otras zonas del Cono Sur. En los países de influencia del antiguo imperio ruso, el corte de manga y la higa, señalada esta última sacando el pulgar entre los dedos índice y corazón de un puño cerrado, significan exactamente lo mismo que en español, lo cual apunta a su más que probable origen milenario y romano.